# Binabinaaine
Les Binabinaaine, ou pinapinaaine (signifiant littéralement "devenir une femme" en gilbertin) sont des personnes qui s'identifient d'un  troisième genre à Kiribati et Tuvalu, et auparavant dans les îles Gilbert et Ellice qui réunissaient les deux archipels. Assignées hommes à la naissance, ces personnes adoptent un rôle de genre féminin. 
Ce terme vient du gilbertin et constitue un emprunt du tuvaluan ; il peut être employé comme nom, verbe ou adverbe. Un terme d'emploi plus rare en tuvaluan est fakafafine. Des similitudes sont observables entre les rôles sociétaux que partagent les pinapinaaine avec d'autres communautés liminales de genre du Pacifique, notamment les fa'afafine samoans et les fakaleiti tongiens,,. 
Selon l'anthropologue Gilbert Herdt, les binabinaaine sont des personnes réputées pour leurs spectacles (danse et chant principalement) et leur capacité à commenter l'apparence et le comportement des hommes gilbertais et tuvaluans. Herdt a également écrit que certains Tuvaluans considèrent la pinapinaaine comme un "emprunt" à Kiribati d'où l'on pense que d'autres "traits" indésirables "de la culture tuvaluane, comme la sorcellerie, sont originaires", mais ces idées sont principalement diffusées par les églises protestantes à l'origine de l' Eglise de Tuvalu qui provient des Samoa, où l'équivalent de binabinaaine existe aussi. Il traite du fait qu'à Funafuti, les jeunes femmes sont souvent amies avec des pinapinaaine d'un âge plus avancé.